# International Quadball Association

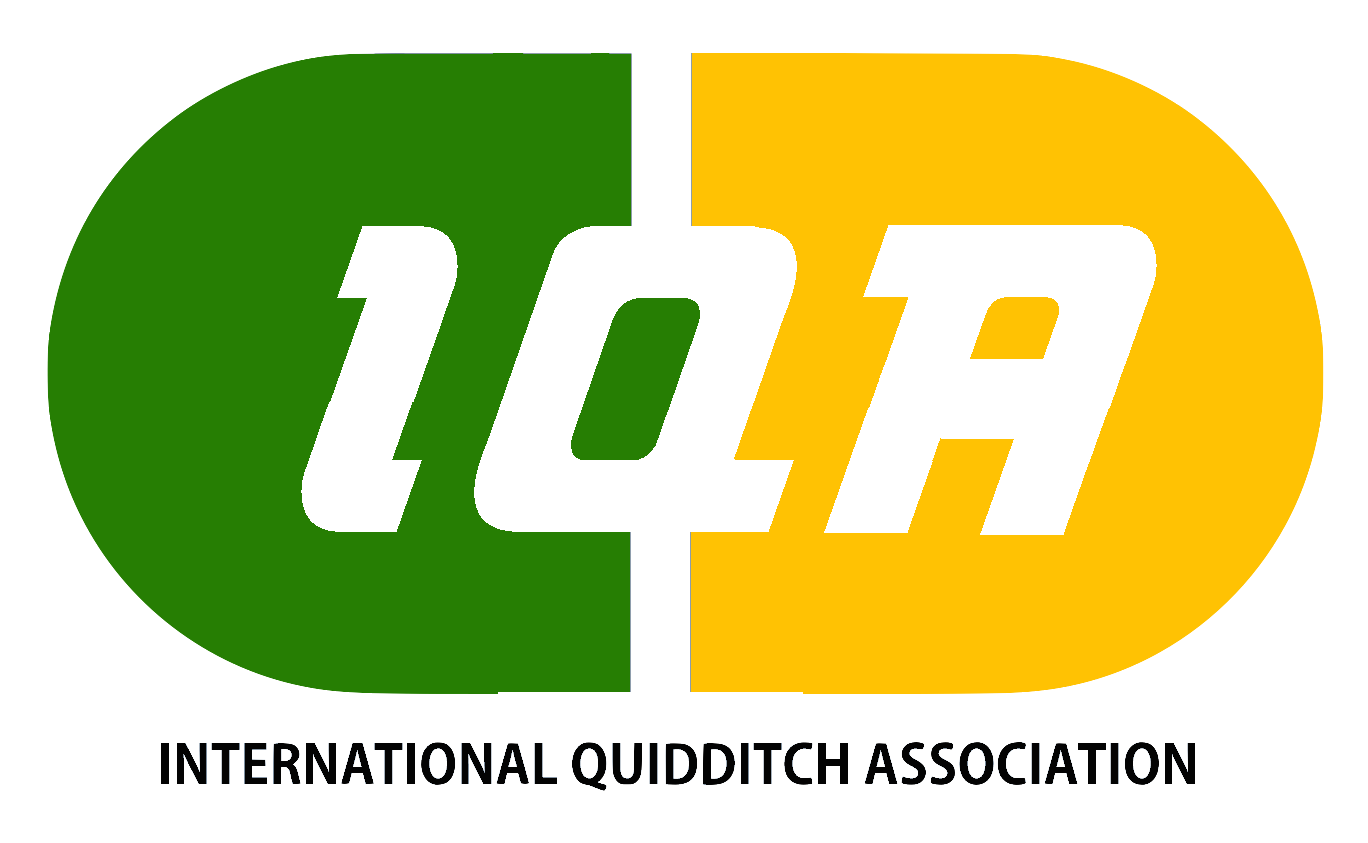
Erstes IQA-Logo von 2010 bis 2019

Die International Quadball Association (deutsch Internationale Quadball-Vereinigung), früher International Quidditch Association (deutsch Internationale Quidditch-Vereinigung), kurz IQA, ist der internationale Dachverband des Quadball- oder Quidditchsports. Sie wurde 2010 als Nachfolger der Intercollegiate Quidditch Association gegründet. 2016 wurde sie mit der Gründung des Kongresses zu einem internationalen Sportverband. 2022 nahm sie ihren heutigen Namen an. Sie umfasst zahlreiche nationale Verbände, die Quadball in ihren jeweiligen Nationen regeln.

## Gründung
Die IQA wurde 2009 auf dem Campus des Middlebury College in Vermont gegründet. Damals noch als Intercollegiate Quidditch Association war sie ein Auswuchs der sehr beliebten Turniere auf dem Campus. Der Verband ist für die Organisation der weltweit wichtigsten Quidditch-Turniere und Veranstaltungen verantwortlich, insbesondere die Quidditch-Weltmeisterschaft, sowie für die Festlegung internationaler Regeln und die weltweite Expansion.

## Mitgliedschaft
Um an der Weltmeisterschaft teilzunehmen, müssen die Teams registrierte IQA-Mitglieder sein. Aufgrund der Geschlechterregel der IQA, die die Gleichberechtigung der Geschlechter fordert, sind jedoch einige Teams (alle eingeschlechtlichen Schulen) von der Teilnahme ausgeschlossen, wie z. B. das Smith College und das Wellesley College. Für die Saison 2013/14 änderte die IQA ihre Mitgliedschaftsrichtlinien, um ihre Entwicklung hin zu einem bekannteren Sport zu verdeutlichen. Die Richtlinie sieht zwei Formen der Mitgliedschaft vor: die reguläre und die Turniermitgliedschaft sowie die individuelle Mitgliedschaft.

### Ordentliche Mitglieder
Ein ordentliches Mitglied ist ein nationaler Dachverband, der die Quadball-Aktivität einer Region auf der IQA-Ebene vertritt. Jeder nationale Verband wird vertreten von  einem bis drei Delegierten, basierend auf dem Quadball-Entwicklungsindex. Außerdem sind die Verbände verpflichtet, ein jährliches abschließendes Meisterschaftsturnier auszutragen.

Mitglieder des IQA:
Ordentliche Mitglieder
Außerordentliche Mitglieder

| Ordentliche Mitglieder      | Ordentliche Mitglieder           | Ordentliche Mitglieder                    |
| --------------------------- | -------------------------------- | ----------------------------------------- |
| Deutscher Quidditchbund     | Katalonien                       | Federación Deportiva Peruana de Quidditch |
| US Quadball                 | Fédération du Quidditch Français | Asociación de Quidditch Argentina         |
| QuadballUK                  | Associazione Italiana Quidditch  | Belgian Quidditch Federation              |
| Quidditch Derneği           | Quidditch México                 | Quadball Canada                           |
| Asociación Quidditch España | Quidditch Nederland              | Associació de Quidditch de Catalunya      |
| Quadball Australia          | Norges Rumpeldunkforbund         | Schweizerischer Quadballverband           |
| Quidditch Austria           | Polska Liga Quidditcha           |                                           |

### Außerordentliche Mitglieder
Ein außerordentliches Mitglied hat zwei oder mehr Teams und einen Quadball-Entwicklungsindex unterhalb des von der IQA festgelegten Schwellenwerts. Es ist zu einer unabhängigen Stimme im IQA-Kongress berechtigt, kann aber nicht abstimmen. Nationale Dachverbände, die sich entwickeln, müssen den Nachweis eines regelmäßigen Wettbewerbsspiels erbringen.
| Außerordentliche Mitglieder        | Außerordentliche Mitglieder          | Außerordentliche Mitglieder     | Außerordentliche Mitglieder |
| ---------------------------------- | ------------------------------------ | ------------------------------- | --------------------------- |
| Associação Brasileira de Quadribol | Quidditch Malaysia                   | Hiệp hội Quidditch Việt Nam     | Quidditch Uganda            |
| Asociación Chilena de Quidditch    | Česká Asociace Famfrpálu             | Svenska Quidditchförbundet      |                             |
| Dansk Quidditchforbund             | Quidditch Finland                    | Quidditch Korea                 |                             |
| Hong Kong Quadball Association     | Quidditch Hungary                    | Quidditch zveza Slovenije       |                             |
| Quidditchsamband Íslands           | Quidditch Ireland                    | Slovenská Metlobalová Asociácia |                             |
| Quidditch Israel                   | Nihon Kuiditchi Kyōkai               | Srpski Kvidič Savez             |                             |
| Quidditch Malaysia                 | Quidditch Association of New Zealand | Quidditch Portugal              |                             |

## Turniere

### Quidditch-Weltmeisterschaft
Die Quidditch-Weltmeisterschaft ist das Turnier der IQA für Nationalmannschaften. Jede Quidditch spielende Nation hat die Chance, bei diesem Turnier anzutreten. Die bisher letzte Veranstaltung sollte 2020 in Richmond, USA stattfinden, aufgrund der COVID-19-Pandemie wurde das Turnier auf 2021 verschoben, welches ebenfalls abgesagt wurde.
Die ursprüngliche Weltmeisterschaft trug den Titel Summer Games (deutsch Sommerspiele) in Anlehnung an die Olympischen Spiele. Im Juli 2012 nahmen fünf Nationalmannschaften an diesem dem internationalen Turnier der IQA teil, das in den University Parks in Oxford stattfand. Die fünf Teams stammten aus den USA, Kanada, Frankreich, dem Vereinigten Königreich und Australien.

### Quidditch-Europameisterschaft
Die europäische Quidditchmeisterschaft ist ein regionales Turnier, das jedes Jahr neben der Weltmeisterschaft stattfindet. Die ersten Spiele fanden im Juli 2015 in Sarteano, Italien statt. Es traten 12 Nationen gegeneinander an, Frankreich ging vor Großbritannien als Sieger hervor.